# Jean Labram
Jean Labram, originaire de Chézard-Saint-Martin, est un industriel neuchâtelois du XVIIIe siècle.

## Biographie
Après avait fait son apprentissage auprès de la maison Vieux et Michel à Genève, il fonde le premier atelier d'indiennes de coton du canton de Neuchâtel en 1720, avec Jean-Jacques Deluze au Pré-Royer, près de Dombresson.